# Arroio dos Ratos (kommun)
Arroio dos Ratos är en kommun i Brasilien.   Den ligger i delstaten Rio Grande do Sul, i den södra delen av landet, 1 700 km söder om huvudstaden Brasília. Antalet invånare är 13 608.
Följande samhällen finns i Arroio dos Ratos:
- Arroio dos Ratos

I omgivningarna runt Arroio dos Ratos växer i huvudsak städsegrön lövskog. Runt Arroio dos Ratos är det glesbefolkat, med 12 invånare per kvadratkilometer.